# ACT Apricot Xen
ACT Apricot Xen (Apricot Xen) је био професионални рачунар фирме ACT који је почео да се производи у Уједињеном Краљевству од 1985. године.
Користио је 80286 као микропроцесор. RAM меморија рачунара је имала капацитет од 512 KB или 1 MB зависно од модела.
Као оперативни систем коришћен је MS-DOS 3.2, Windows, Xenix опциони.

## Детаљни подаци
Детаљнији подаци о рачунару Apricot Xen су дати у табели испод.
|                       | |
| [ 1 ]                 | |
| Произвођач            | |
| Тип                   | професионални рачунар                                                                                   |
| Меморија              | 512 или 1 зависно од модела                                                                             |
| Поријекло             | Уједињено Краљевство                                                                                    |
| Година                | 1985 |
| Тастатура             | тастатура са пуним помаком тастера, нумеричка тастатура, 10 функцијских тастера и 6 функцијских тастера |
| Процесор              | |
| Фреквенција процесора | 7,5 |
| RAM                   | 512 или 1 зависно од модела                                                                             |
| ROM                   | непознато                                                                                               |
| Текст                 | 80 знакова x 25 линија                                                                                  |
| Графика               | једна боја (зелена или бијела) 800 x 400 тачака                                                         |
| Боја                  | непознато                                                                                               |
| Звук                  | непознато                                                                                               |
| Димензије             | 37 (ширина) x 37 (дубина) x 10 (висина) (централни процесор)                                            |
| Портови               | |
| Оперативни систем     | |